# Štefka Bulovec
Štefka Bulovec [štéfka búlovec], slovenska bibliografka in pesnica, * 24. januar 1901, Bled, † 13. oktober 1984, Ljubljana.

## Življenje
Štefka Bulovec je obiskovala internatsko osnovno šolo v Ljubljani in pri Gospe Sveti na Koroškem. Med letoma 1917 in 1918 je v ljubljanskem Christofovem zavodu obiskovala trgovski tečaj, nato pa od 1922 do 1926 zasebno nunsko učiteljišče v Zamsu na Tirolskem. Od 1919 do 1922 je bila pisarniška pomočnica v ljubljanski Poštni hranilnici, med letoma 1927 in 1928 pa učiteljica pri Gospe Sveti in od 1928 do 1936 na nunski dekliški šoli v Hallu blizu Innsbrucka. V Sofiji je bila 1937 zasebna vzgojiteljica, nato pa med 1939 in 1941 učiteljica na Svetini pri Celju. Pred nemškim okupatorjem se je umaknila v Ljubljano, kjer jo je honorarno zaposlil ravnatelj NUK Janko Šlebinger. Od 1945 je bila redno zaposlena v bibliografskem oddelku, kjer je bila sprva zaposlena sama, nato pa od 1950 v kolektivu. Do upokojitve leta 1965 je pridobila naziv višje bibliotekarke. Po vojni je od 1948 na Filozofski fakulteti v Ljubljani izredno študirala slavistiko in germanistiko ter 1954 diplomirala na temo Mladostno razdobje Ivana Mraka 1906-1930. Za delo je dobila dve priznanji: Čopovo diplomo in red dela s srebrnim vencem. Poleg bibliografskega dela je pisala tudi preproste pesmi, a jih ni objavljala. Njena pesniška zbirka Sličice tako ostaja v zapuščini.
Štefka Bulovec je sestra kiparke in slikarke Karle Bulovec Mrak.

## Delo
V bibliografsko delo jo je uvedel Janko Šlebinger. Med okupacijo je zanj obdelovala slovenski samostojni tisk od leta 1913 dalje, vendar je popis ostal nedokončan, in zbirala gradivo o Francetu Prešernu. Po več kot dvajsetih letih dela je 1975 naposled izšla Prešernova bibliografija – najobsežnejša in najpopolnejša osebna monografska bibliografija na Slovenskem ter hkrati tudi njeno življenjsko delo. Bibliografsko je obravnavala tudi Ivana Cankarja, pet akademikov za  Letopis SAZU 1948–1949(1950), Lenina, ter druge. 
Takoj po vojni je realizirala Šlebingerjevo idejo o obnovitvi tekoče nacionalne bibliografije ter sestavila prve štiri letnike Slovenske bibliografije. V njej je popisala časopisje, monografska dela ter muzikalije. Sodelovala je pri Slovenski bibliografiji člankov za prvih šest povojnih let, vzporedno s tem pa sestavljala mesečne preglede knjižnih novosti za revije Knjiga, Slovenski knjižni trg, Poročevalec, ter Ljudska pravica. Prav tako je sodelovala pri Bibliografiji jugoslovanskih bibliografij 1945–55 (Beograd, 1958). Pomembni sta tudi njeni deli Bibliografija slovenskih bibliografij 1561–1973 in  Bibliografija Edvarda Kardelja (1980). V svoji dolgoletni praksi je bila  avtorica ali soavtorica več strokovnih bibliografij. Njen bibliografski opus pa kaže na veliko predanost stroki, pa tudi njeno marljivost in zagnanost. Na žalost je njena  Bibliografija slovenskih prevodov iz antičnih del ostala nedokončana.